# Мюллер, Томас
То́мас Мю́ллер (нем. Thomas Müller, немецкое произношение: [ˈtoːmas ˈmʏlɐ]; родился 13 сентября 1989, Вайльхайм-ин-Обербайерн, Бавария, ФРГ) — немецкий футболист, выступающий в канадском «Ванкувер Уайткэпс». Может играть на разных позициях — нападающий, атакующий полузащитник. Рекордсмен «Баварии» по количеству сыгранных матчей и третий бомбардир в истории клуба.
Мюллер является 13-кратным победителем Бундеслиги (2009/10, 2012/13, 2013/14, 2014/15, 2015/16, 2016/17, 2017/18, 2018/19, 2019/20, 2020/21, 2021/22, 2022/23, 2024/25), 6-кратным обладателем Кубка Германии (2009/10, 2012/13, 2013/14, 2015/16, 2018/19, 2019/20), а также двукратным победителем Лиги чемпионов УЕФА (2012/13, 2019/20) в составе «Баварии». В сезоне 2012/2013 стал самым ценным игроком Бундеслиги.
В составе сборной Томас — победитель (2014) и бронзовый призёр (2010) чемпионата мира. Обладатель «Золотой бутсы» чемпионата мира 2010 года (5 мячей + 3 передачи) и лучший молодой игрок чемпионата. Двукратный бронзовый призёр чемпионата Европы (2012, 2016). Делит 6-е место в списке лучших бомбардиров сборной Германии, а также располагается на 3-м месте по количеству сыгранных за неё матчей. В 2020 году стал самым титулованным немецким футболистом, обогнав по этому показателю Бастиана Швайнштайгера, однако в 2024 году уступил это звание завершившему в том году карьеру Тони Кроосу. Через год, выиграв очередной титул Бундеслиги, сравнялся с последним по количеству трофеев (34).

## Ранние годы
Томас Мюллер родился в маленьком городке Вайльхайм-ин-Обербайерн на юге Германии 13 сентября 1989 года. Как и большинство его сверстников в западной Германии, он интересовался футболом. Мальчик отличался отменным мастерством и высокой результативностью. Родители отдали своего сына в спортивную школу полупрофессионального клуба «Пель» (TSV Pähl), который славился своим умением растить ярких игроков, где Томас впервые сыграл в составе команды TSV Pähl. В составе этой команды будущий полузащитник немецкой сборной дебютировал уже в 1993 году, когда ему было всего четыре года. В молодёжной команде «TSV Pähl» Томас Мюллер постигал азы футбола и развивал свой врождённый талант. В данном коллективе игрок провёл семь лет, в течение которых заработал славу одного из самых многообещающих игроков своего поколения. В 2000 году игра юного парня привлекла внимание скаутов мюнхенской «Баварии», которая предложила Томасу продолжить обучение в своей футбольной академии. «ФК Голливуд», как часто называют баварскую команду, был любимым клубом молодого игрока, а потому предложение о сотрудничестве было принято без малейших раздумий.

## Клубная карьера
Свой долгий путь к статусу настоящей звезды красно-бордовой команды Томас Мюллер начал в 2000 году с занятий в академии «ФК Голливуд». Несколько лет спустя, в середине двухтысячных, атакующий полузащитник начал выступать за дублирующую команду «Баварии». В данном коллективе Томас Мюллер стал настоящим лидером, а уже в конце сезона стал чемпионом Германии среди юношеских команд. Данный факт привлёк внимание тогдашнего тренера мюнхенцев Феликса Магата. Именно «с его подачи» Томас Мюллер был переведён в резервную команду «Баварии», а затем и в основную группу игроков. 15 августа 2007 года атакующий полузащитник впервые вышел на поле в официальном матче Бундеслиги (чемпионата Германии) во встрече против «Гамбурга».

### Сезон 2008/09
Томас дебютировал в Бундеслиге 15 августа в домашнем матче против «Гамбурга», выйдя на замену на 80 минуте матча вместо Мирослава Клозе. Проявить себя молодой игрок не сумел, а матч завершился результативной ничьей со счётом 2:2. Следующий матч в чемпионате Мюллер сыграл 18 апреля в игре против «Арминии». Томас вновь вышел на замену на 90 минуте матча вместо итальянца Тони. Игра завершилась трудовой победой «мюнхенцев» с минимальным счётом 1:0. В чемпионате Мюллер сыграл ещё две игры, в обоих случаях выходя на замену. Всего же в Бундеслиге Томас выходил на поле в 4 матчах (все на замену), за это время он отыграл 27 минут. В чемпионате «Бавария» заняла скромное для себя второе место, пропустив вперёд «Вольфсбург».
В Лиге чемпионов Мюллер дебютировал за «Баварию» 10 марта в игре против лиссабонского «Спортинга», выйдя на замену на 72-й минуте матча вместо Бастиана Швайнштайгера. На 90 минуте Томас забил первый гол в еврокубках. В том матче «мюнхенцы» унизили соперника со счётом 7:1. Однако в 1/4 финала «Бавария» попала под каток «Барселоны» (0:4, 1:1) и вылетела из турнира. В чемпионской лиге Мюллер сыграл в одном матче, в котором забил единственный гол. В кубке Германии «Бавария» не смогла защитить титул, вылетев в 1/4 финала от «Байера» (2:4).

### Сезон 2009/10
В целом сезон получился удачным для Томаса и «Баварии». Мюллер закрепился в стартовом составе команды, играя важную роль в атаке «мюнхенцев». Впервые в чемпионате Томас появился на поле в матче первого тура против «Хоффенхайма», выйдя на замену вместо Александера Баумйоханна. В концовке матча Мюллер получил жёлтую карточку, а игра завершилась со счётом 1:1. 12 сентября Томас забил первые голы в новом сезоне, сделав дубль в ворота дортмундской «Боруссии». Для «Баварии» этот матч закончился крупной победой со счётом 5:1. 19 сентября Мюллер сделал первый в сезоне голевой пас, ассистировав Ивице Оличу в игре против «Нюрнберга», «баварцы» добились тяжёлой победы — 2:1. В феврале Томас продлил соглашение с «Баварией» до 2014 года. 17 апреля Томас сделал дубль, а также записал на свой счёт голевую передачу в домашнем матче против «Ганновера», «Бавария» «уничтожила» своего соперника со счётом 7:0. Через тур, 1 мая, Мюллер сделал первый хет-трик в чемпионате, забив трижды «Бохуму» и принеся своей команде победу — 3:1. В чемпионате «Бавария» стала первой, набрав 70 очков. В Бундеслиге Томас сыграл во всех 34-х матчах (29 в старте), провёл на поле 2643 минуты, забил 13 голов и отдал 7 результативных передач. По итогам сезона он, наравне с Тони Кроосом, Марко Марином и Штефаном Кисслингом стал открытием чемпионата.
Поход за кубком Германии «Бавария» начала с победы над «Айнтрахтом» со счётом 4:0. Мюллер вышел на поле с первых минут и провёл весь матч. За это время Томас забил гол и сделал два голевых паса на Мирослава Клозе и Луку Тони. В четвертьфинале «мюнхенцы» разбили «Гройтер Фюрт» — 6:2. Мюллер вновь отыграл весь поединок и забил два гола. За выход в финал «Бавария» на Фельтинс-Арене поспорила с «Шальке». В упорном поединке «Баварцы» благодаря Арьену Роббену, забившему гол на 112 минуте матча, вырвали победу — 1:0 и вышли в финал, где не оставили шансов бременскому «Вердеру», переиграв соперника со счётом 4:0. Мюллер в финальном матче отыграл 77 минут. После победы в кубке «Бавария» сделала золотой дубль, выиграв и национальный кубок, и Бундеслигу. В кубке Германии Мюллер сыграл в 4-х матчах (все в старте), провёл на поле 377 минут, забил три гола и отдал две голевые передачи.
В Лиге чемпионов Томас в первой игре группового раунда сделал дубль в ворота «Маккаби», а «Бавария» победила со счётом 3:0. Однако затем «мюнхенцы» за три матча забили всего один гол и дважды проиграли французскому «Бордо» (в первом матче против «Бордо» Мюллер был удалён с поля). Результаты «Баварии» могли лишить клуб выйти в плей-офф, но команда сумела собраться и провела два победных матча: против «Маккаби» в Мюнхене (1:0) и в решающем матче за выход в еврокубковую весну против итальянского «Ювентуса» (4:1). Благодаря двух победам «Баварцы» сумели выйти в 1/8 финал ЛЧ со второго места, попав на «Фиорентину». В первом матче на Альянц Арене «Бавария» добилась минимальной победы со счётом 2:1, а на Артемио Франки «мюнхенцы» уступили — 2:3, однако по правилу гола, забитого на чужом поле прошли в 1/4 финала. В четвертьфинале «Баварцы» попали на «Манчестер Юнайтед». Первый матч состоялся на Альянц Арене и закончился со счётом 2:1 в пользу хозяев поля. В Англии «Бавария» к 41 минуте пропустила три мяча, однако до перерыва Ивица Олич сократил отставание (Мюллер отдал голевой пас). На 74 минуте Роббен забил второй гол в ворота «МЮ». Благодаря этому голу «Бавария», вновь, по правилу гола, забитого на чужом поле, вышла в полуфинал Лиги чемпионов (2:1, 2:3). Легко расправившись с французским «Олимпик Лионом» (1:0, 3:0), «Бавария» вышла в финал ЛЧ, где ей противостоял «Интернационале». В финале «Интер» одержал победу со счётом 2:0, не позволив «Баварцам» сделать золотой хет-трик. В Лиге Чемпионов Мюллер сыграл в 12-ти матчах (все в основе), провёл на поле 933 минуты, забил два гола и сделал три голевые передачи.
По итогам прекрасного сезона для «Баварии» Томас был включён в список 23 игроков, которые отправились на Чемпионат мира в ЮАР.

### Сезон 2010/11

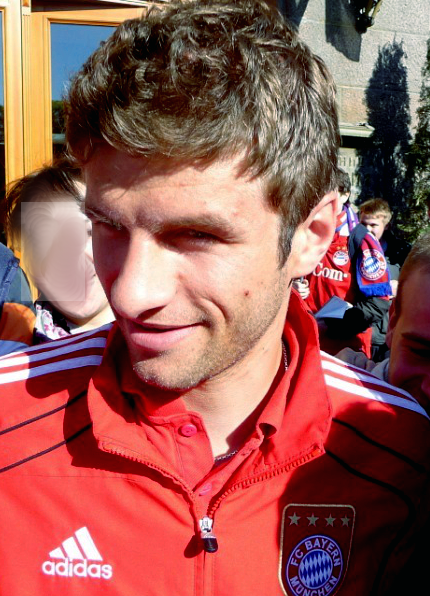
Мюллер с «Баварией» в Санкт-Петербурге, май 2011 года

Перед началом сезона Томас продлил контракт с «мюнхенцами» до 2015 года.
Первым трофеем для «Баварии» в новом сезоне стал суперкубок страны. «Мюнхенцы» на SGL-Arena (Аугсбург) переиграли «Шальке 04» со счётом 2:0. Томас отыграл весь матч, а также забил первый гол в матче, поразив ворота на 74-й минуте.
В матче-открытия чемпионата («Бавария» на Альянц Арене принимала «Вольфсбург») Томас вновь вышел в старте и открыл счёт своим голам в Бундеслиге на 9-й минуте матча. Однако «волкам» удалось сравнять счёт (отличился Эдин Джеко), но «мюнхенцы» усилиями Франка Рибери вырвали победу в компенсированное время — 2:1. Второй гол в чемпионате Мюллер забил 21 сентября в игре против «Хоффенхайма», сравняв счёт в матче. 16 октября Томас отдал первый в сезоне голевой пас, ассистировав Марио Гомесу в игре против «Ганновера». 27 ноября, в матче 14-го тура против «Айнтрахта», Мюллер забил гол и сделал голевой пас на Анатолия Тимощука. В том матче «Бавария» добилась победы со счётом 4:1. 15 января Мюллер забил первый гол в календарном году, открыв счёт в матче с «Вольфсбургом», однако «Баварцы» не сумели отстоять победный счёт, пропустив в концовке встречи — 1:1. 30 апреля Томас сделал дубль, а также отдал голевой пас в игре против «Шальке 04» (4:1). В чемпионате «Бавария» финишировала лишь на 3-м месте, пропустив вперёд «Боруссию» и «Байер». В Бундеслиге Мюллер сыграл во всех 34-х матчах (32 в основе), провёл на поле 2795 минут, забил 12 голов и отметился 11 результативными передачами. Защиту титула в кубке Германии «Бавария» начала с победы над «Штутгартом», выиграв со счётом 6:3. Мюллер провёл весь поединок, забив гол и сделав одну голевую передачу. В четвертьфинале «Мюнхенцы» уверенно расправились с «Алеманией» — 4:0 (Мюллер сделал дубль). Однако в полуфинале «Шальке» переиграли «мюнхенцев» со счётом 1:0 и прошли в финал. В кубке Томас сыграл в трёх матчах, провёл на поле 258 минут, забил три гола и отдал одну голевую передачу.
Старт для «Баварии» в Лиге чемпионов получился весьма обещающим: команда выиграла первые 4 матча, в которых Мюллер забил 2 гола (в первом матче «Роме» и в четвёртом — «Клужу»). В последующих двух матчах «Бавария» уступила в гостях «Роме» — 2:3 и в последнем туре взяла вверх над «Базелем» — 3:0. Из группы «мюнхенцы» уверенно вышли в первого места, набрав 15 очков (5 побед, 1 поражение). Соперником «Баварцев» по 1/8 финала стал выигравший у «Баварии» финал прошлой Лиге чемпионов, миланский «Интер». В первом матче в Италии «Бавария» выиграла со счётом 1:0, забив гол в конце матча (отличился Марио Гомес). Однако в ответном матче на Альянц Арене «Интер» сумел добиться победы — 3:2 и по правилу гола, забитого на чужом поле прошёл в четвертьфинал. «Бавария» вылетела из турнира уже на стадии 1/8 финала, что для клуба являлось провалом. В Лиге чемпионов Мюллер сыграл в 8 матчах (7 в основе), провёл на поле 620 минут, забил три гола и отдал две результативные передачи.
Для «Баварии» сезон 2010/11 получился провальным. Клуб не выиграл ни одного трофея за сезон. Ещё по ходу сезона главный тренер Луи ван Гал подал в отставку из-за неудовлетворительных результатов команды. Сезон доработал его помощник — Андрис Йонкер. По завершении сезона 2010/11 в клуб пришёл Юпп Хайнкес.

### Сезон 2011/12
С приходом в команду нового наставника — Юппа Хайнкеса — Томас не потерял место в основном составе. В целом сезон для «Баварии» получился неоднозначным. Команда боролась за три турнира: чемпионат и кубок страны, а также за Лигу чемпионов, финал которой проходил на родном для «мюнхенцев» стадионе — Альянц Арене. Во всех турнирах «Бавария» заняла второе место. В чемпионате и кубке отдав победу главному в последние годы конкуренту — дортмундской «Боруссии», а Лиге чемпионов «Бавария» в финальном матче уступила в серии послематчевых пенальти лондонскому «Челси».
Первым матчем для Мюллера в Бундеслиге стала игра первого тура, в которой «Бавария» дома неожиданно уступила «Боруссии» из Мёнхенгладбаха со счётом 0:1. Томас вышел в основе с первых минут и провёл на поле весь поединок. 20 августа Мюллер поучаствовал в разгроме «Гамбурга», сделав две голевые передачи. Матч завершился победой «Баварии» — 5:0. Первый гол в чемпионате Томас забил 18 сентября, в матче 6-го тура против «Шальке», закрепив преимущество «мюнхенцев» (2:0). Уже в следующем туре Мюллер забил второй гол в сезоне, открыв счёт в матче с «Байером» на 5 минуте встречи (3:0). 11 февраля Томас провёл 3-й гол в чемпионате, забив в ворота аутсайдера — «Кайзерслаутерна». В матче «Бавария» на классе переиграла соперника — 2:0. 17 марта Мюллер забил гол и сделал голевой пас на Арьена Роббена в гостевом матче против берлинской «Герты». «Баварцы» в матче уверенно победили — 6:0. 28 апреля Мюллер поучаствовал в победе над «Штутгартом», забив гол и отдав результативный пас (2:0). 5 мая, в матче последнего тура, Томас сделал дубль в ворота «Кёльна» (4:1). В чемпионате «Бавария» набрала 73 очка и заняла второе место. «Мюнхенцы» уступили чемпиону — «Боруссии» 8 очков. Томас Мюллер сыграл во всех матчах чемпионата (34), провёл на поле 2701 минуту, забил 7 голов и отдал 8 голевых передач.
В Кубке Германии «Бавария» не без проблем дошла до финала, переиграв «Бохум» (1/8 финала), «Штутгарт» (1/4 финала) и в полуфинале в послематчевых пенальти «Боруссию» из Мёнхенгладбаха. В финале «мюнхенцы» со счётом 2:5 уступили дортмундской «Боруссии». В кубке Томас выходил на поле в трёх матчах, в которых сыграл 240 минут и отдал одну голевую передачу в четвертьфинале против «Штутгарта».
Основную ставку на сезон «Бавария» сделала на Лигу чемпионов, финал которой проходил на стадионе «мюнхенцев» — Альянц Арене. «Баварии» пришлось проходить в групповой этап через квалификацию. Соперником немецкого клуба был швейцарский «Цюрих». 17 августа в Мюнхене «баварцы» уверенно победили со счётом 2:0. Во втором матче, 23 августа, «мюнхенцы» также взяли вверх, победив со счётом 1:0 (Мюллер сделал голевую передачу на Марио Гомеса). В групповом раунде «Бавария» попала в «группу смерти» с английским «Манчестер Сити», итальянским «Наполи» и испанским «Вильярреалом». Однако сильные соперники не помешали «баварцам» уверенно занять первое место в группе (13 очков). В первом раунде плей-офф «Бавария» попала на швейцарский «Базель». В первом матче в гостях на Санкт-Якоб Парк «мюнхенцы» уступили — 0:1. Однако дома «Бавария» «уничтожила» швейцарский клуб — 7:0 (Мюллер забил один гол). В четвертьфинале «баварцы» встречались с французским «Олимпик Марселем». Во Франции «мюнхенцы» добились победы со счётом 2:0. Второй матч в Мюнхене также «Бавария» выиграла со счётом 2:0 (4:0 по сумме двух встреч). В полуфинале «Бавария» встречалась с мадридским «Реалом». В первом матче на Альянц Арене «баварцы» победили — 2:1. В Мадриде верх взял «Реал» также со счётом 2:1 (3:3 по сумме). В дополнительное время соперники мячей друг другу не забили, и были назначены послематчевые пенальти, в которых «Бавария» победила 3:1 и вышла в заветный для себя финал Лиги чемпионов. В финале «Бавария» сошлась с лондонским «Челси». Соперники долго не могли открыть счёт, однако на 83-й минуте Мюллер распечатал ворота Петра Чеха, но на 88-й минуте Дидье Дрогба после углового сумел сравнять счёт — 1:1. В дополнительное время «баварцы» имели шанс выиграть, но Арьен Роббен не реализовал пенальти. В серии же после матчевых пенальти «Челси» взял верх со счётом 4:3 и стал победителем Лиги чемпионов 2011/12. В ЛЧ Томас Мюллер провёл 14 матчей, сыграл 822 минуты, забил два гола и сделал две результативные передачи.

### Сезон 2012/13
В сезоне 2012/13, 12 августа 2012 года Томас стал обладателем Суперкубка Германии в составе «Баварии», одолев «Боруссию» из Дортмунда. Игра завершилась со счётом 2:1. На 6-й минуте в составе мюнхенцев отметился Марио Манджукич, а спустя пять минут отличился Томас. «Боруссия» ответила мячом Роберта Левандовски в концовке встречи. 1 июня 2013 года Томас в составе команды выигрывает Кубок Германии. Этот трофей для него стал вторым в сезоне. Томас забил первый гол с пенальти на 37 минуте мощным ударом в нижний левый угол. Через некоторое время напарник Томаса, Марио Гомес, оформил дубль на 48 и 61й минутах. Мюллер оторвался от защитников по правому флангу и выполнил великолепный точный пас на Марио. На 71 и 80-й минутах Мартин Харник из «Штутгарта» также оформляет дубль, однако это не помешало «Баварии» выиграть второй титул. Чемпионат Германии стартовал 24 августа 2012 года. Томас Мюллер забил в первом же туре. Мюллер в чемпионате Германии провёл 30 матчей, в которых забил 13 голов (2 с пенальти), а также отдал 11 голевых передач.
В Лиге чемпионов Мюллер завоевал свой четвёртый титул за сезон. Турнир начался 18 сентября. Свой первый гол в турнире Мюллер забил «Лиллю» на 20 минуте матча, реализовав пенальти. Гол стал единственным в это матче. «Бавария» вышла из группы F с первого места с 13 очками. Такой же результат показала «Валенсия». В 1/8 «Баварии» противостоял «Арсенал». В Лондоне Мюллер отличился забитым голом. 1/4 финала свела «Баварию» с туринским «Ювентусом». Игра в Мюнхене завершилась победой «Баварии» со счётом 2:0, Мюллер забил гол на 63 минуте матча. Ответный матч в Турине также завершился поражением «Ювентуса» со счётом 0:2. В 1/2 финала «Баварии» предстояла встреча с «Барселоной.» Первый матч прошёл в Мюнхене и закончился разгромом испанского клуба со счётом 4:0. Мюллер отличился на 25 и 82 минутах. В ответном матче «Бавария» разгромила каталонцев на Камп Ноу со счётом 0:3. Томас отличился забитым мячом на 76-й минуте, поставив точку в матче.
25 мая 2013 впервые состоялся немецкий финал между «Баварией» и «Боруссией» Дортмунд, закончившийся победой мюнхенцев со счётом 2:1. Томас Мюллер провёл все 90 минут матча и впервые стал победителем Лиги чемпионов. За время участия в турнире Томас провёл 13 матчей (1050 минут на поле), забил 8 голов (1 с пенальти) и отдал 2 результативных передачи.

### Сезон 2013/14

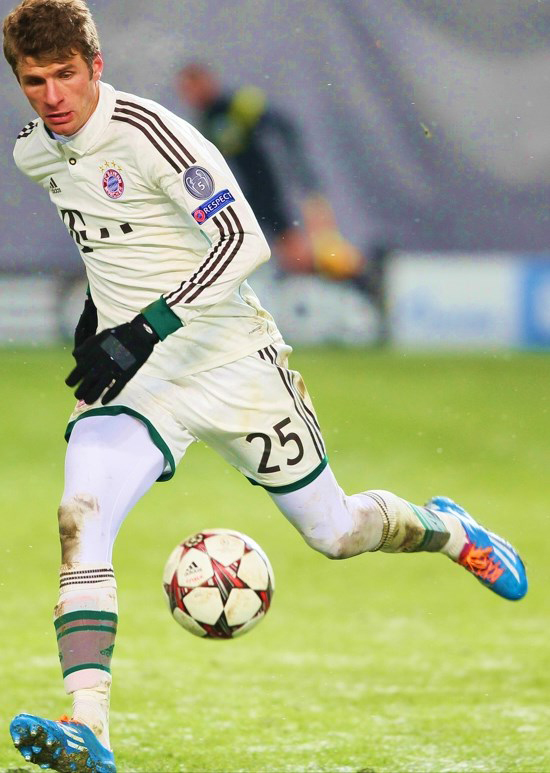
Мюллер в 2013 году

В сезоне 2013/14 в клуб пришёл Хосеп Гвардиола на замену Юппу Хайнкесу. С новым тренером у Томаса сложились хорошие отношения, и он продолжил играть на привычной для себя позиции, иногда выходя центральным нападающим. 27 июля «Бавария» проиграла в финале Суперкубка Германии «Боруссии» Дортмунд со счётом 4:2. Мюллер провёл на поле все 90 минут матча.17 августа 2014 года Мюллер забил свой 100-й мяч за Баварию в матче с «Пройссеном» в Кубке Германии. 30 августа «Бавария» выиграла в финале Суперкубок УЕФА у «Челси» по пенальти. В чемпионате Германии Мюллер отличился дублями в ворота «Ганновера» (4:1) и «Майнца» (4:1). Также забил гол в матче против «Манчестер Сити» (2:3) в рамках Лиги чемпионов. В матче 1/8 финала с лондонским «Арсеналом» Томас отметился голом в первом матче, а позднее в 1/4 финала против «Манчестер Юнайтед» Томас забил снова. Однако далее «Бавария» проиграла первый матч мадридскому «Реалу» с разницей в один мяч. В ответном матче «Реал» разгромил «Баварию» со счётом 0:4. Томас сыграл 72 минуты, его заменил его партнёр по команде Марио Гётце. В бундеслиге «Бавария» стала чемпионом. Томас стал трёхкратным чемпионом Германии. В том сезоне Мюллер забил в Бундеслиге 13 голов и сделал 10 голевых передач. В Лиге чемпионов Мюллер забил 5 голов (из них 1 пенальти), сыграл 12 матчей, провёл на поле 708 минут. Последний матч этого сезона для Томаса был в Кубке Германии против дортмундской «Боруссии». В экстра-тайме первый гол забил партнёр по команде Арьен Роббен, второй — Томас на 120 минуте: после длинного прохода он обвёл Марцеля Шмельцера. Бавария выиграла со счётом 2:0 .

### Сезон 2014/15
В матче за Суперкубок Германии «Бавария» проиграла «Боруссии» из Дортмунда со счётом 2:0, а Мюллер был заменён на 46 минуте. Бундеслига для Томаса началась с гола в первом же матче против «Вольфсбурга» (2:1). В Лиге чемпионов Мюллер провёл первый матч 17 сентября 2014 года в группе С, в матче против «Манчестер Сити» (1:0). В следующем матче против «ЦСКА» он реализовал пенальти, этого гола хватило для победы. 21 октября «Бавария» в гостях разгромила «Рому» 7:1, а Мюллер забил пенальти на 36 минуте. Последний матч группового этапа проходил на домашнем стадионе против ЦСКА, который завершился со счётом 3:0, а Мюллер в 3-й раз отметился реализованным пенальти. В ответной встрече 1/8 финала «Бавария» дома разгромила донецкий «Шахтёр», Мюллер забил дважды. Во втором матче четвертьфинала «Бавария» обыграла Порту, 6:1, Мюллер забил один гол. В полуфинальном противостоянии с «Барселоной» Мюллер также забил гол, но «Бавария» уступила по сумме двух матчей. 21 января 2018 года в матче 19-го тура чемпионата Германии против «Вердера» (4:2) Мюллер оформил дубль, для него эти голы стали для 99-м и 100-м в Бундеслиге. Мюллер стал пятым игроком в истории «Баварии», которому покорилась данная отметка. Больше голов забивали только Дитер Хёнесс (102 гола), Роланд Вольфарт (119), Карл-Хайнц Румменигге (162) и Герд Мюллер (365).

## Карьера в сборной
14 ноября 2007 года принимал участие в матче против английской сборной на турнире U-19. В своей единственной игре за сборную Германии U-20 3 сентября 2008 года забил гол в ворота команды Австрии. Отказался от участия в матче против Египта, чтобы не потерять место в Бундеслиге. 11 августа 2009 года отыграл свой первый матч за молодёжную сборную Германии (U-21), в котором немецкая команда потерпела поражение от Турции со счётом 1:3. Первый гол в футболке молодёжной сборной забил в матче против Сан-Марино 17 ноября 2009 года, сделав счёт 8:0 в пользу немцев, встреча закончилась со счётом 11:0. 3 марта 2010 года дебютировал в национальной сборной Германии в товарищеском матче со сборной Аргентины на мюнхенской Алльянц Арене. Мюллер вышел в стартовом составе и был заменён на 66-й минуте на другого дебютанта Тони Крооса, а немцы уступили 0:1. После игры Томас признался: 
Я пережил непередаваемые чувства, ведь в первый раз в жизни надел футболку сборной страны. Кроме того, немаловажен и тот факт, что матч состоялся в Мюнхене. Конечно, очень жаль, что проиграли, однако, думаю, что я не произвёл плохого впечатления.
 Томас — 4-й футболист по фамилии Мюллер в составах сборной ФРГ/Германии на чемпионатах мира после Герда (1970, 1974), Ханси (1978, 1982) и Дитера (1978). Знаменитый бомбардир Герд Мюллер выступал в сборной на 2 чемпионатах мира под № 13, также как и Томас. Однако Томасу этот номер достался случайно, во время отсутствия в составе сборной из-за травмы Михаэля Баллака.

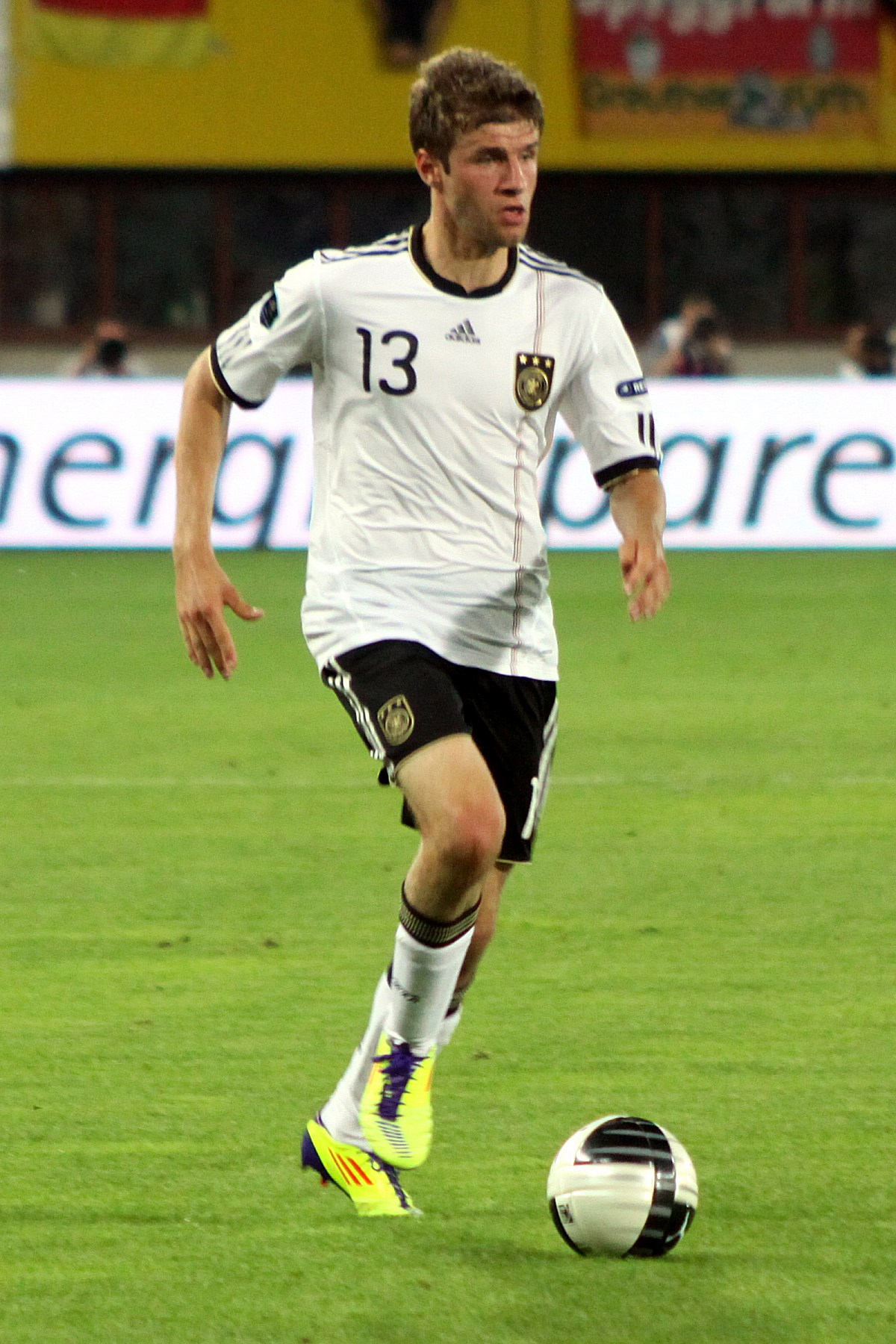
Мюллер в составе сборной Германии

Своей игрой за клуб Томас заработал себе место в расширенном списке кандидатов на поездку на чемпионат мира 2010 года в ЮАР, а затем попал и в итоговую заявку сборной Германии под № 13, под которым в сборной долгие годы выступал Михаэль Баллак, пропустивший турнир из-за травмы. Свой первый мяч за сборную Томас забил 13 июня 2010 года в первом матче Германии на чемпионате мира против сборной Австралии (4:0). В том же матче Мюллер отдал голевую передачу Лукасу Подольски, открывшему счёт в матче. Для Мюллера это была третья в карьере игра в футболке сборной Германии. В матче третьего тура группового этапа против сборной Ганы Мюллер сделал голевой пас на Месута Озила, забившего единственный гол в той встрече. В матче 1/8 финала против сборной Англии Мюллер в первом тайме отдал голевую передачу на Подольски, а затем во втором тайме сам забил 2 мяча в ворота 39-летнего Дэвида Джеймса, доведя счёт до 4:1 в пользу немцев. ФИФА признала Мюллера лучшим футболистом этой встречи. После матча тренер сборной Германии Йоахим Лёв отметил Мюллера, отдав должное его хладнокровию перед чужими воротами. Мюллер стал самым молодым футболистом со времён Пеле, забившим более одного мяча в матчах плей-офф чемпионата мира. В четвертьфинальной игре против Аргентины на 3-й минуте Томас открыл счёт в матче, головой замкнув подачу Бастиана Швайнштайгера со штрафного. Во втором тайме Мюллер лёжа отдал пас на выход Лукасу Подольски, который через мгновение сделал голевую передачу Мирославу Клозе, забившему второй мяч в игре. Матч закончился победой немцев со счётом 4:0. На 23-й минуте узбекский арбитр Равшан Ирматов показал Мюллеру жёлтую карточку за игру рукой, которая стала для него второй на турнире (первую Томас получил в матче против Ганы). В результате Мюллер за 2 жёлтые карточки был вынужден пропустить полуфинальный матч, в котором сборная Германии уступила испанцам со счётом 0:1. В матче за третье место с командой Уругвая Томас открыл счёт в первом тайме, добив мяч в ворота после того, как Фернандо Муслера неудачно отразил дальний удар Швайнштайгера, а немцы в итоге победили 3:2 и выиграли бронзовые награды, также Мюллер был признан лучшим игроком матча. По итогам мирового первенства в ЮАР Мюллер стал вторым в списке самых молодых игроков, забивших в матчах одного мирового первенства 5 или более мячей, уступая в мировой табели о рангах лишь Пеле. 5 голов и 3 передачи в 6 матчах принесли Томасу «Золотую бутсу» чемпионата мира 2010 года, также Томас был признан лучшим молодым игроком Чемпионата.
На Евро-2012 Томас принял участие во всех пяти матчах своей сборной, однако отметиться результативными действиями полузащитник не сумел. Сборная Германии стала единственной командой на турнире, которой удалось выиграть все три матча группового этапа, обыграв сборные Португалии (1:0), Нидерландов (2:1) и Дании (2:1). Во всех этих матчах Мюллер выходил в стартовом составе «бундестим», и лишь раз, в матче с Данией был заменён на 84-й минуте. Однако в матчах плей-офф Томас потерял место в стартовом составе, выходя на замену в матче четвертьфинала с Грецией, а также в полуфинальном матче со сборной Италии, закончившимся поражением немецкой сборной со счётом 1:2.

К чемпионату мира Томас вновь заслужил доверие главного тренера сборной Германии Йоахима Лёва и окончательно попал в основной состав первой сборной Германии. В первом матче против сборной Португалии Томас сделал хет-трик и стал игроком матча. Во втором матче своей команды против сборной Ганы в дополнительное время при стандарте, исполненном Тони Кроосом, Томас неудачно столкнулся с ганцем Джоном Бойем, но эта травма не помешала ему продолжить выступление на чемпионате мира. Последний матч группового этапа Германия играла против США. Томас забил единственный гол в матче и стал игроком матча. В 1/8 финала Германия играла против сборной Алжира. В овертайме Томас отдал пас на Андре Шюррле, который сделал счёт 1:0. После этого победный мяч забил Месут Озил и «бундестим» вышла в четвертьфинал. В четвертьфинале сборной Германии досталась Франция. Матч закончился победой Германии 1:0, Томас провёл на поле все 90 минут. В полуфинале против хозяев и фаворитов чемпионата — Бразилии — Германия победила со счётом 7:1. «Бундестим» стала первой командой с 1958 года, которой на стадии полуфинала удалось забить не менее 5 голов. В этом матче партнёр Томаса Мирослав Клозе стал лучшим бомбардиром за всю историю чемпионатов мира, забив свой 16-й гол на мундиалях. Мюллер же отметился первым забитым мячом из семи в ворота бразильцев, а также голевой передачей на Шюррле. После матча Томас прокомментировал выход в финал: 
Никто такого не ожидал. Мы быстро перехватывали мяч и отлично использовали свободное пространство. Мы должны ещё раз выложиться изо всех сил и биться так, как будто на кону стоит наша жизнь. Нужно наконец взять этот трофей.

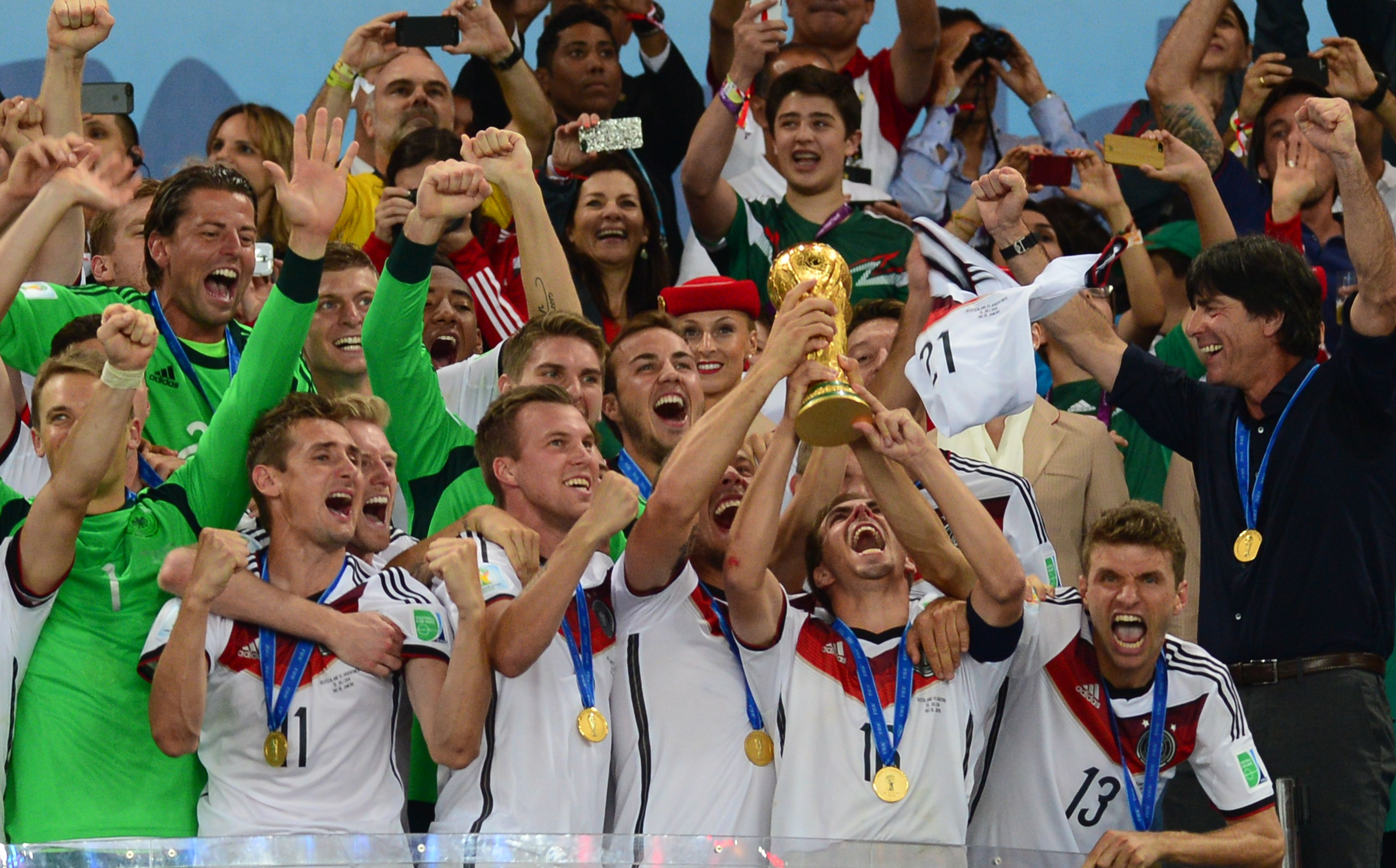
Томас Мюллер (под номером 13) празднует победу сборной Германии на чемпионате мира 2014 года

В финале Германия играла со сборной Аргентины. Единственный гол в овертайме забил Марио Гётце, принеся Германии звание четырёхкратных чемпионов мира. Томасу не хватило двух мячей, чтобы стать лучшим бомбардиром чемпионата. Мюллер получил Серебряный мяч — приз второму по результативности игроку чемпионата
Чемпионат мира в России Томас провалил, равно как и вся сборная Германии, которая сенсационно не смогла выйти из группового этапа в плей-офф, а Томас, который к началу Чемпионата мира сложил полномочия лидера сборной, и стал больше рассматриваться тренером, как игрок ротации, отметился на мундиале только жёлтой карточкой. В рамках новообразованного турнира Лига наций Томас Мюллер сыграл свой 100-й матч за сборную Германии, выйдя на замену на 67-й минуте матча против сборной Нидерландов.
В марте 2019 главный тренер сборной Германии Йоахим Лёв объявил о том, что больше не будет вызывать в сборную Томаса Мюллера, Жерома Боатенга и Матса Хуммельса, добавив, что основой сборной станут более молодые и перспективные футболисты. Но в мае 2021 года Лёв заявил, что Мюллер включён в состав сборной на матчи Евро-2020.
На чемпионате мира 2022 года в Катаре Мюллер выходил на поле в основном составе во всех трёх матчах групповой стадии, но мячей не забивал. Германия, которой руководил Ханси Флик, не сумела выйти из группы, пропустив вперёд сборные Японии и Испании, и Мюллер намекнул о завершении карьеры в сборной: «Если это был мой последний матч, я хочу кое-что сказать болельщикам сборной Германии: это было огромное удовольствие, я пережил прекрасные моменты и оставлял своё сердце на поле в каждом матче. Я всегда старался изо всех сил, хотя и не всегда добивался успеха, я делал это с любовью».
Однако Мюллер принял участие и на домашнем Евро-2024 в Германии. Команда под руководством Юлиана Нагельсмана вышла из группы с первого места, не потерпев ни одного поражения, а в 1/8 финала обыграла сборную Дании (2:0). В четвертьфинале немцы в дополнительное время проиграли Испании (2:1), матч стал последним для сборной Германии на турнире.
15 июля 2024 года Мюллер объявил о завершении карьеры в сборной Германии. В составе национальной команды он провёл 131 матч и забил 45 голов.

## Достижения

### Командные
«Бавария»
- Чемпион Германии (13): 2009/10, 2012/13, 2013/14, 2014/15, 2015/16, 2016/17, 2017/18, 2018/19, 2019/20, 2020/21, 2021/22, 2022/23, 2024/25
- Обладатель Кубка Германии (6): 2009/10, 2012/13, 2013/14, 2015/16, 2018/19, 2019/20
- Обладатель Суперкубка Германии (8): 2010, 2012, 2016, 2017, 2018, 2020, 2021, 2022
- Победитель Лиги чемпионов УЕФА (2): 2012/13, 2019/20
- Обладатель Суперкубка УЕФА (2): 2013, 2020
- Победитель Клубного чемпионата мира (2): 2013, 2020

Итого: 33 трофея
Сборная Германии
- Чемпион мира: 2014
- Бронзовый призёр чемпионата мира: 2010
- Бронзовый призёр чемпионата Европы (2): 2012, 2016

Итого: 1 трофей

### Личные
- Обладатель «Золотой бутсы» чемпионата мира 2010[68]
- Обладатель приза лучшему молодому игроку чемпионата мира: 2010[69]
- Обладатель «Серебряного мяча» чемпионата мира: 2014[70]
- Обладатель «Серебряной бутсы» чемпионата мира 2014[70]
- Обладатель премии Audi Generation Award: 2010[71]
- Обладатель Баварской спортивной награды: 2010[72]
- Обладатель трофея «Браво»: 2010[73]
- Обладатель награды VdV «Новичок года»: 2010[72]
- Обладатель награды Серебряный лавровый лист[72]
- Баварский орден «За заслуги»: 2019[74]
- Лучший игрок сезона в «Баварии»: 2021/22[75]
- Лучший игрок матча за Суперкубок УЕФА: 2020[76]
- Лучший бомбардир Кубка Германии (2): 2009/10[77], 2013/14[78]
- Лучший ассистент чемпионата Германии (4): 2017/2018 (14 передач)[79], 2019/2020 (21 передача)[80], 2020/2021 (20 передач)[81], 2021/2022 (18 передач)[82]
- Входит в символическую сборную чемпионата мира 2014 года по версии ФИФА[83]
- Символическая сборная Лиги чемпионов УЕФА: 2019/20[84]
- Входит в состав символической сборной года по версии European Sports Media: 2012/13[85]
- Входит в команду года Бундеслиги по версии kicker (4): 2012/13[86], 2015/16[87], 2019/20[88], 2020/21[89]

## Личная жизнь
Томас Мюллер в 2010 году женился на модели по имени Лиза, с которой до этого встречался два года.

## Статистика

### Клубная
| Выступление      | Выступление            | Выступление      | Чемпионат | Чемпионат | Кубки | Кубки | Еврокубки | Еврокубки | Прочие | Прочие | Итого | Итого |
| Клуб             | Лига                   | Сезон            | Игры      | Голы      | Игры  | Голы  | Игры      | Голы      | Игры   | Голы   | Игры  | Голы  |
| ---------------- | ---------------------- | ---------------- | --------- | --------- | ----- | ----- | --------- | --------- | ------ | ------ | ----- | ----- |
| Бавария II       | Региональная лига «Юг» | 2007/08          | 3         | 1         | —     | —     | —         | —         | —      | —      | 3     | 1     |
| Бавария II       | 3-я лига               | 2008/09          | 32        | 15        | —     | —     | —         | —         | —      | —      | 32    | 15    |
| Бавария II       | Итого                  | Итого            | 35        | 16        | —     | —     | —         | —         | —      | —      | 35    | 16    |
| Бавария          | Бундеслига             | 2008/09          | 4         | 0         | 0     | 0     | 1         | 1         | 0      | 0      | 5     | 1     |
| Бавария          | Бундеслига             | 2009/10          | 34        | 13        | 6     | 4     | 12        | 2         | 0      | 0      | 52    | 19    |
| Бавария          | Бундеслига             | 2010/11          | 34        | 12        | 5     | 3     | 8         | 3         | 1      | 1      | 48    | 19    |
| Бавария          | Бундеслига             | 2011/12          | 34        | 7         | 5     | 2     | 14        | 2         | 0      | 0      | 53    | 11    |
| Бавария          | Бундеслига             | 2012/13          | 28        | 13        | 5     | 1     | 13        | 8         | 1      | 1      | 47    | 23    |
| Бавария          | Бундеслига             | 2013/14          | 31        | 13        | 5     | 8     | 12        | 5         | 3      | 0      | 51    | 26    |
| Бавария          | Бундеслига             | 2014/15          | 32        | 13        | 5     | 1     | 10        | 7         | 1      | 0      | 48    | 21    |
| Бавария          | Бундеслига             | 2015/16          | 31        | 20        | 5     | 4     | 12        | 8         | 1      | 0      | 49    | 32    |
| Бавария          | Бундеслига             | 2016/17          | 29        | 5         | 3     | 0     | 9         | 3         | 1      | 1      | 42    | 9     |
| Бавария          | Бундеслига             | 2017/18          | 29        | 8         | 5     | 4     | 10        | 3         | 1      | 0      | 45    | 15    |
| Бавария          | Бундеслига             | 2018/19          | 32        | 6         | 6     | 3     | 6         | 0         | 1      | 0      | 45    | 9     |
| Бавария          | Бундеслига             | 2019/20          | 33        | 8         | 6     | 2     | 10        | 4         | 1      | 0      | 50    | 14    |
| Бавария          | Бундеслига             | 2020/21          | 32        | 11        | 2     | 1     | 9         | 2         | 3      | 1      | 46    | 15    |
| Бавария          | Бундеслига             | 2021/22          | 32        | 8         | 2     | 0     | 10        | 4         | 1      | 1      | 45    | 13    |
| Бавария          | Бундеслига             | 2022/23          | 27        | 7         | 4     | 0     | 8         | 1         | 1      | 0      | 40    | 8     |
| Бавария          | Бундеслига             | 2023/24          | 31        | 5         | 1     | 1     | 9         | 1         | 0      | 0      | 41    | 7     |
| Бавария          | Бундеслига             | 2024/25          | 30        | 1         | 2     | 2     | 12        | 3         | 5      | 2      | 49    | 8     |
| Бавария          | Итого                  | Итого            | 503       | 150       | 67    | 36    | 165       | 57        | 21     | 7      | 756   | 250   |
| Всего за карьеру | Всего за карьеру       | Всего за карьеру | 538       | 166       | 67    | 36    | 165       | 57        | 21     | 7      | 791   | 266   |

1. ↑  Кубок Германии
2. ↑  Лига чемпионов УЕФА
3. ↑  Суперкубок Германии, Суперкубок УЕФА, Клубный чемпионат мира

### Сборная
| Сборная  | Год   | Матчи | Голы |
| -------- | ----- | ----- | ---- |
| Германия | 2010  | 12    | 5    |
| Германия | 2011  | 13    | 5    |
| Германия | 2012  | 13    | 0    |
| Германия | 2013  | 9     | 6    |
| Германия | 2014  | 15    | 10   |
| Германия | 2015  | 6     | 5    |
| Германия | 2016  | 15    | 5    |
| Германия | 2017  | 6     | 1    |
| Германия | 2018  | 11    | 1    |
| Германия | 2019  | 0     | 0    |
| Германия | 2020  | 0     | 0    |
| Германия | 2021  | 10    | 4    |
| Германия | 2022  | 11    | 2    |
| Германия | 2023  | 5     | 1    |
| Германия | 2024  | 5     | 0    |
| Всего    | Всего | 131   | 45   |

### Матчи и голы за сборную
| Матчи и голы Мюллера за сборную Германии | Матчи и голы Мюллера за сборную Германии | Матчи и голы Мюллера за сборную Германии | Матчи и голы Мюллера за сборную Германии | Матчи и голы Мюллера за сборную Германии | Матчи и голы Мюллера за сборную Германии |
| №                                        | Дата                                     | Оппонент                                 | Счёт                                     | Голы                                     | Соревнование                             |
| ---------------------------------------- | ---------------------------------------- | ---------------------------------------- | ---------------------------------------- | ---------------------------------------- | ---------------------------------------- |
| 1                                        | 3 марта 2010                             | Аргентина                                | 0:1                                      | —                                        | Товарищеский матч                        |
| 2                                        | 3 июня 2010                              | Босния и Герцеговина                     | 3:1                                      | —                                        | Товарищеский матч                        |
| 3                                        | 13 июня 2010                             | Австралия                                | 4:0                                      | 1                                        | Финальные матчи ЧМ-2010                  |
| 4                                        | 18 июня 2010                             | Сербия                                   | 0:1                                      | —                                        | Финальные матчи ЧМ-2010                  |
| 5                                        | 23 июня 2010                             | Гана                                     | 1:0                                      | —                                        | Финальные матчи ЧМ-2010                  |
| 6                                        | 27 июня 2010                             | Англия                                   | 4:1                                      | 2                                        | Финальные матчи ЧМ-2010                  |
| 7                                        | 3 июля 2010                              | Аргентина                                | 4:0                                      | 1                                        | Финальные матчи ЧМ-2010                  |
| 8                                        | 10 июля 2010                             | Уругвай                                  | 3:2                                      | 1                                        | Финальные матчи ЧМ-2010                  |
| 9                                        | 3 сентября 2010                          | Бельгия                                  | 1:0                                      | —                                        | Отборочные матчи ЧЕ-2012                 |
| 10                                       | 7 сентября 2010                          | Азербайджан                              | 6:1                                      | —                                        | Отборочные матчи ЧЕ-2012                 |
| 11                                       | 8 октября 2010                           | Турция                                   | 3:0                                      | —                                        | Отборочные матчи ЧЕ-2012                 |
| 12                                       | 12 октября 2010                          | Казахстан                                | 3:0                                      | —                                        | Отборочные матчи ЧЕ-2012                 |
| 13                                       | 9 февраля 2011                           | Италия                                   | 1:1                                      | —                                        | Товарищеский матч                        |
| 14                                       | 26 марта 2011                            | Казахстан                                | 4:0                                      | 2                                        | Отборочные матчи ЧЕ-2012                 |
| 15                                       | 29 марта 2011                            | Австралия                                | 1:2                                      | —                                        | Товарищеский матч                        |
| 16                                       | 29 мая 2011                              | Уругвай                                  | 2:1                                      | —                                        | Товарищеский матч                        |
| 17                                       | 3 июня 2011                              | Австрия                                  | 2:1                                      | —                                        | Отборочные матчи ЧЕ-2012                 |
| 18                                       | 7 июня 2011                              | Азербайджан                              | 3:1                                      | —                                        | Отборочные матчи ЧЕ-2012                 |
| 19                                       | 10 августа 2011                          | Бразилия                                 | 3:2                                      | —                                        | Товарищеский матч                        |
| 20                                       | 2 сентября 2011                          | Австрия                                  | 6:2                                      | —                                        | Отборочные матчи ЧЕ-2012                 |
| 21                                       | 6 сентября 2011                          | Польша                                   | 2:2                                      | —                                        | Товарищеский матч                        |
| 22                                       | 7 октября 2011                           | Турция                                   | 3:1                                      | 1                                        | Отборочные матчи ЧЕ-2012                 |
| 23                                       | 11 октября 2011                          | Бельгия                                  | 3:1                                      | —                                        | Отборочные матчи ЧЕ-2012                 |
| 24                                       | 11 ноября 2011                           | Украина                                  | 3:3                                      | 1                                        | Товарищеский матч                        |
| 25                                       | 15 ноября 2011                           | Нидерланды                               | 3:0                                      | 1                                        | Товарищеский матч                        |
| 26                                       | 29 февраля 2012                          | Франция                                  | 1:2                                      | —                                        | Товарищеский матч                        |
| 27                                       | 31 мая 2012                              | Израиль                                  | 2:0                                      | —                                        | Товарищеский матч                        |
| 28                                       | 9 июня 2012                              | Португалия                               | 1:0                                      | —                                        | Финальные матчи ЧЕ-2012                  |
| 29                                       | 13 июня 2012                             | Нидерланды                               | 2:1                                      | —                                        | Финальные матчи ЧЕ-2012                  |
| 30                                       | 17 июня 2012                             | Дания                                    | 2:1                                      | —                                        | Финальные матчи ЧЕ-2012                  |
| 31                                       | 22 июня 2012                             | Греция                                   | 4:2                                      | —                                        | Финальные матчи ЧЕ-2012                  |
| 32                                       | 28 июня 2012                             | Италия                                   | 1:2                                      | —                                        | Финальные матчи ЧЕ-2012                  |
| 33                                       | 15 августа 2012                          | Аргентина                                | 1:3                                      | —                                        | Товарищеский матч                        |
| 34                                       | 7 сентября 2012                          | Фарерские острова                        | 3:0                                      | —                                        | Отборочные матчи ЧМ-2014                 |
| 35                                       | 11 сентября 2012                         | Австрия                                  | 2:1                                      | —                                        | Отборочные матчи ЧМ-2014                 |
| 36                                       | 12 октября 2012                          | Ирландия                                 | 6:1                                      | —                                        | Отборочные матчи ЧМ-2014                 |
| 37                                       | 16 октября 2012                          | Швеция                                   | 4:4                                      | —                                        | Отборочные матчи ЧМ-2014                 |
| 38                                       | 14 ноября 2012                           | Нидерланды                               | 0:0                                      | —                                        | Товарищеский матч                        |
| 39                                       | 6 февраля 2013                           | Франция                                  | 2:1                                      | 1                                        | Товарищеский матч                        |
| 40                                       | 22 марта 2013                            | Казахстан                                | 3:0                                      | 2                                        | Отборочные матчи ЧМ-2014                 |
| 41                                       | 26 марта 2013                            | Казахстан                                | 4:1                                      | —                                        | Отборочные матчи ЧМ-2014                 |
| 42                                       | 14 августа 2013                          | Парагвай                                 | 3:3                                      | 1                                        | Товарищеский матч                        |
| 43                                       | 6 сентября 2013                          | Австрия                                  | 3:0                                      | 1                                        | Отборочные матчи ЧМ-2014                 |
| 44                                       | 10 сентября 2013                         | Фарерские острова                        | 3:0                                      | 1                                        | Отборочные матчи ЧМ-2014                 |
| 45                                       | 10 октября 2013                          | Ирландия                                 | 3:0                                      | —                                        | Отборочные матчи ЧМ-2014                 |
| 46                                       | 15 октября 2013                          | Швеция                                   | 5:3                                      | —                                        | Отборочные матчи ЧМ-2014                 |
| 47                                       | 15 ноября 2013                           | Италия                                   | 1:1                                      | —                                        | Товарищеский матч                        |
| 48                                       | 1 июня 2014                              | Камерун                                  | 2:2                                      | 1                                        | Товарищеский матч                        |
| 49                                       | 6 июня 2014                              | Армения                                  | 6:1                                      | —                                        | Товарищеский матч                        |
| 50                                       | 16 июня 2014                             | Португалия                               | 4:0                                      | 3                                        | Финальные матчи ЧМ-2014                  |
| 51                                       | 21 июня 2014                             | Гана                                     | 2:2                                      | —                                        | Финальные матчи ЧМ-2014                  |
| 52                                       | 26 июня 2014                             | США                                      | 1:0                                      | 1                                        | Финальные матчи ЧМ-2014                  |
| 53                                       | 30 июня 2014                             | Алжир                                    | 2:1                                      | —                                        | Финальные матчи ЧМ-2014                  |
| 54                                       | 4 июля 2014                              | Франция                                  | 1:0                                      | —                                        | Финальные матчи ЧМ-2014                  |
| 55                                       | 8 июля 2014                              | Бразилия                                 | 7:1                                      | 1                                        | Финальные матчи ЧМ-2014                  |
| 56                                       | 13 июля 2014                             | Аргентина                                | 1:0                                      | —                                        | Финальные матчи ЧМ-2014                  |
| 57                                       | 3 сентября 2014                          | Аргентина                                | 2:4                                      | —                                        | Товарищеский матч                        |
| 58                                       | 7 сентября 2014                          | Шотландия                                | 2:1                                      | 2                                        | Отборочные матчи ЧЕ-2016                 |
| 59                                       | 11 октября 2014                          | Польша                                   | 0:2                                      | —                                        | Отборочные матчи ЧЕ-2016                 |
| 60                                       | 14 октября 2014                          | Ирландия                                 | 1:1                                      | —                                        | Отборочные матчи ЧЕ-2016                 |
| 61                                       | 14 ноября 2014                           | Гибралтар                                | 4:0                                      | 2                                        | Отборочные матчи ЧЕ-2016                 |
| 62                                       | 18 ноября 2014                           | Испания                                  | 1:0                                      | —                                        | Товарищеский матч                        |
| 63                                       | 29 марта 2015                            | Грузия                                   | 2:0                                      | 1                                        | Отборочные матчи ЧЕ-2016                 |
| 64                                       | 4 сентября 2015                          | Польша                                   | 3:1                                      | 1                                        | Отборочные матчи ЧЕ-2016                 |
| 65                                       | 7 сентября 2015                          | Шотландия                                | 3:2                                      | 2                                        | Отборочные матчи ЧЕ-2016                 |
| 66                                       | 8 октября 2015                           | Ирландия                                 | 0:1                                      | —                                        | Отборочные матчи ЧЕ-2016                 |
| 67                                       | 11 октября 2015                          | Грузия                                   | 2:1                                      | 1                                        | Отборочные матчи ЧЕ-2016                 |
| 68                                       | 13 ноября 2015                           | Франция                                  | 0:2                                      | —                                        | Товарищеский матч                        |
| 69                                       | 26 марта 2016                            | Англия                                   | 2:3                                      | —                                        | Товарищеский матч                        |
| 70                                       | 29 марта 2016                            | Италия                                   | 4:1                                      | —                                        | Товарищеский матч                        |
| 71                                       | 4 июня 2016                              | Венгрия                                  | 2:0                                      | 1                                        | Товарищеский матч                        |
| 72                                       | 12 июня 2016                             | Украина                                  | 2:0                                      | —                                        | Финальные матчи ЧЕ-2016                  |
| 73                                       | 16 июня 2016                             | Польша                                   | 0:0                                      | —                                        | Финальные матчи ЧЕ-2016                  |
| 74                                       | 21 июня 2016                             | Северная Ирландия                        | 1:0                                      | —                                        | Финальные матчи ЧЕ-2016                  |
| 75                                       | 26 июня 2016                             | Словакия                                 | 3:0                                      | —                                        | Финальные матчи ЧЕ-2016                  |
| 76                                       | 2 июля 2016                              | Италия                                   | 1:1                                      | —                                        | Финальные матчи ЧЕ-2016                  |
| 77                                       | 7 июля 2016                              | Франция                                  | 0:2                                      | —                                        | Финальные матчи ЧЕ-2016                  |
| 78                                       | 31 августа 2016                          | Финляндия                                | 2:0                                      | —                                        | Товарищеский матч                        |
| 79                                       | 4 сентября 2016                          | Норвегия                                 | 3:0                                      | 2                                        | Отборочные матчи ЧМ-2018                 |
| 80                                       | 8 октября 2016                           | Чехия                                    | 3:0                                      | 2                                        | Отборочные матчи ЧМ-2018                 |
| 81                                       | 11 октября 2016                          | Северная Ирландия                        | 2:0                                      | —                                        | Отборочные матчи ЧМ-2018                 |
| 82                                       | 11 ноября 2016                           | Сан-Марино                               | 8:0                                      | —                                        | Отборочные матчи ЧМ-2018                 |
| 83                                       | 15 ноября 2016                           | Италия                                   | 0:0                                      | —                                        | Товарищеский матч                        |
| 84                                       | 22 марта 2017                            | Англия                                   | 1:0                                      | —                                        | Товарищеский матч                        |
| 85                                       | 26 марта 2017                            | Азербайджан                              | 4:1                                      | 1                                        | Отборочные матчи ЧМ-2018                 |
| 86                                       | 1 сентября 2017                          | Чехия                                    | 2:1                                      | —                                        | Отборочные матчи ЧМ-2018                 |
| 87                                       | 4 сентября 2017                          | Норвегия                                 | 6:0                                      | —                                        | Отборочные матчи ЧМ-2018                 |
| 88                                       | 5 октября 2017                           | Северная Ирландия                        | 3:1                                      | —                                        | Отборочные матчи ЧМ-2018                 |
| 89                                       | 8 октября 2017                           | Азербайджан                              | 5:1                                      | —                                        | Отборочные матчи ЧМ-2018                 |
| 90                                       | 23 марта 2018                            | Испания                                  | 1:1                                      | 1                                        | Товарищеский матч                        |
| 91                                       | 8 июня 2018                              | Саудовская Аравия                        | 2:1                                      | —                                        | Товарищеский матч                        |
| 92                                       | 17 июня 2018                             | Мексика                                  | 0:1                                      | —                                        | Финальные матчи ЧМ-2018                  |
| 93                                       | 23 июня 2018                             | Швеция                                   | 2:1                                      | —                                        | Финальные матчи ЧМ-2018                  |
| 94                                       | 27 июня 2018                             | Республика Корея                         | 0:2                                      | —                                        | Финальные матчи ЧМ-2018                  |
| 95                                       | 6 сентября 2018                          | Франция                                  | 0:0                                      | —                                        | Лига наций УЕФА (А)                      |
| 96                                       | 9 сентября 2018                          | Перу                                     | 2:1                                      | —                                        | Товарищеский матч                        |
| 97                                       | 13 октября 2018                          | Нидерланды                               | 0:3                                      | —                                        | Лига наций УЕФА (А)                      |
| 98                                       | 16 октября 2018                          | Франция                                  | 1:2                                      | —                                        | Лига наций УЕФА (А)                      |
| 99                                       | 15 ноября 2018                           | Россия                                   | 3:0                                      | —                                        | Товарищеский матч                        |
| 100                                      | 19 ноября 2018                           | Нидерланды                               | 2:2                                      | —                                        | Лига наций УЕФА (А)                      |
| 101                                      | 2 июня 2021                              | Дания                                    | 1:1                                      | —                                        | Товарищеский матч                        |
| 102                                      | 7 июня 2021                              | Латвия                                   | 7:1                                      | 1                                        | Товарищеский матч                        |
| 103                                      | 15 июня 2021                             | Франция                                  | 0:1                                      | —                                        | Финальные матчи ЧЕ-2020                  |
| 104                                      | 19 июня 2021                             | Португалия                               | 4:2                                      | —                                        | Финальные матчи ЧЕ-2020                  |
| 105                                      | 23 июня 2021                             | Венгрия                                  | 2:2                                      | —                                        | Финальные матчи ЧЕ-2020                  |
| 106                                      | 29 июня 2021                             | Англия                                   | 0:2                                      | —                                        | Финальные матчи ЧЕ-2020                  |
| 107                                      | 8 октября 2021                           | Румыния                                  | 2:1                                      | 1                                        | Отборочные матчи ЧМ-2022                 |
| 108                                      | 11 октября 2021                          | Северная Македония                       | 4:0                                      | —                                        | Отборочные матчи ЧМ-2022                 |
| 109                                      | 11 ноября 2021                           | Лихтенштейн                              | 9:0                                      | 2                                        | Отборочные матчи ЧМ-2022                 |
| 110                                      | 14 ноября 2021                           | Армения                                  | 4:1                                      | —                                        | Отборочные матчи ЧМ-2022                 |
| 111                                      | 26 марта 2022                            | Израиль                                  | 2:0                                      | —                                        | Товарищеский матч                        |
| 112                                      | 29 марта 2022                            | Нидерланды                               | 1:1                                      | 1                                        | Товарищеский матч                        |
| 113                                      | 4 июня 2022                              | Италия                                   | 1:1                                      | —                                        | Лига наций УЕФА 2022/2023                |
| 114                                      | 7 июня 2022                              | Англия                                   | 1:1                                      | —                                        | Лига наций УЕФА 2022/2023                |
| 115                                      | 11 июня 2022                             | Венгрия                                  | 1:1                                      | —                                        | Лига наций УЕФА 2022/2023                |
| 116                                      | 14 июня 2022                             | Италия                                   | 5:2                                      | 1                                        | Лига наций УЕФА 2022/2023                |
| 117                                      | 23 сентября 2022                         | Венгрия                                  | 0:1                                      | —                                        | Лига наций УЕФА 2022/2023                |

Итого: 117 матчей / 44 гола; 76 побед, 22 ничьих, 19 поражений.